# Weli Muhadow
Weli Muhadow (auch Welimuhammet Muhadow oder russisch Вели(мухамед) Мухатов / Weli(muchamed) Muchatow; * 22. Apriljul. / 5. Mai 1916greg. in Bagir bei Aşgabat; † 6. Januar 2005 in Aşgabat) war ein turkmenischer Komponist.

## Leben
Muhadow, Sohn eines Bauern, wuchs in einem musikalischen Umfeld auf. Im Jahre 1935 wurde Reinhold Glière während eines Aufenthaltes in Turkmenistan auf ihn aufmerksam. Glière ermöglichte es Muhadow, ab 1936 ein Studium am Moskauer Konservatorium zu beginnen (bis 1951, unter anderem Komposition bei Sergei Wassilenko). Sein Einsatz im Zweiten Weltkrieg sorgte für eine zwischenzeitliche Unterbrechung.
Muhadow war mehrmals Mitglied des Obersten Sowjets und wirkte in seiner Heimat als einer der Vorreiter in der Entwicklung einer turkmenischen Nationalmusik. Seit 1979 war er als Professor für Komposition in Aşgabat tätig. Im Jahre 1993 wurde er eingeladen, in Ankara zu unterrichten. Muhadow erhielt zweimal den Stalinpreis (1951 und 1952), 1965 den Titel „Volkskünstler der UdSSR“, 1972 den Staatspreis der Turkmenischen SSR, und 1986 wurde er als „Held der sozialistischen Arbeit“ ausgezeichnet. Daneben wurden ihm einige Orden (u. a. der Leninorden) und Medaillen verliehen.
Sein Bruder Nury Muhadow (1924–1999) und sein Sohn Serdar Muhatov (* 1945) sind ebenfalls Komponisten.

## Stil
Muhadow verband in seinen Kompositionen turkmenische Folklore mit der sowjetischen Musik des 20. Jahrhunderts. Einflüsse traditioneller Musikformen und Gattungen seiner Heimat wie des Mugham, die sich vor allem in Melos, Harmonik und rhythmischer Vehemenz niederschlagen, ließ er in eine an der europäischen (sinfonischen) Tradition geschulte Musiksprache einfließen, so etwa in der sinfonischen Dichtung "Mein Vaterland". Muhadow kam insbesondere der Ästhetik des Sozialistischen Realismus nach, indem sich viele seiner Kompositionen durch Pathos, heroisch-patriotische Gesten und eine epische-breite Tonsprache auszeichnen.
Großen Erfolg hatte er mit seiner Oper Fließendes Wasser zum Ende des Blutvergießens. Muhadow komponierte sowohl die Musik zur Staatshymne der Turkmenischen SSR als auch zur neuen turkmenischen Nationalhymne, daneben zahlreiche politisch motivierte Vokalwerke. Er galt als einer der wichtigsten Komponisten seines Heimatlandes.

## Werke
- Orchesterwerke
  - Sinfonie Nr. 1 e-Moll "Dem Andenken von Magtymguly" (1973/74)
  - Sinfonie Nr. 2 "Heroische" / "In Erinnerung an die Helden, die im Zweiten Weltkrieg starben" (1980)
  - Sinfonie Nr. 3 "Lyrische Texte" (1985)
  - Sinfonie Nr. 4 "Gökdepe" (1995/99)
  - Turkmenische Suite (1949)
  - "Mein Vaterland", Sinfonische Dichtung (1950)
  - "Weiße Baumwolle", Ballett (1945, zusammen mit Alexander Snosko-Borowski)
  - Klavierkonzert (1989)
  - Violinkonzert (1990/91)
  - Violoncellokonzert (2003)
  - Filmmusik
  - Werke für Volksinstrumentenorchester
- Vokalmusik
  - "Dichter und Richter", komische Oper (1946/47, zusammen mit Adrian Schaposchnikow)
  - "Sochre und Tachir", Oper (1953, zusammen mit Schaposchnikow)
  - "Fließendes Wasser zum Ende des Blutvergießens", Oper in vier Akten (1967)
  - "Sieg", Kantate (1944)
  - "Die Kommunistische Partei", Kantate (1955)
  - "Gruß an Moskau", Kantate (1955)
  - "Ballade über Lenin" (1956)
  - "Legende von einem Kommunisten", vokalsinfonisches Poem (1970)
  - "Mein Aşgabat", Oratorium (1980)
  - "Kinder Atatürks", Kantate (1993)
  - Staatshymne der Turkmenischen SSR (1946)
  - Turkmenische Nationalhymne (1997)